# Lyuba (mamut)
Lyuba (en ruso: Люба) es una cría de mamut lanudo (Mammuthus primigenius) que murió hace 41.800 años a la edad de 30 a 35 días. Anteriormente era la momia de mamut mejor conservada del mundo (la campeona actual es Yuka), superando a Dima, una momia de mamut macho que anteriormente había sido el espécimen más conocido.

## Descubrimiento
Lyuba fue descubierto en mayo de 2007 por un criador y cazador de renos Nenets, Yuri Khudi y sus tres hijos, en la península de Yamal ártica de Rusia . Khudi reconoció que Lyuba era un cadáver de mamut y que era un hallazgo importante, pero se negó a tocar el cadáver porque las creencias de los Nenet asociaban tocar restos de mamut con malos presagios. Khudi viajó a un pequeño pueblo a 150 millas de distancia para consultar a su amigo, Kirill Serotetto, sobre cómo proceder. Notificaron al director del museo local sobre el hallazgo, quien dispuso que las autoridades llevaran a Serotetto y Khudi de regreso a la ubicación del hallazgo en el río Yuribey. Sin embargo, encontraron que los restos de Lyuba habían desaparecido. Sospechando que los especuladores pudieron haber tomado el mamut, Khudi y Serotetto condujeron en una moto de nieve a un asentamiento cercano, Novy Port . Allí descubrieron el cadáver de Lyuba expuesto fuera de una tienda local. Resultó que el dueño de la tienda le compró el cuerpo al primo de Khudi, quien lo sacó de su ubicación original a cambio de dos motos de nieve. El cuerpo de Lyuba sufrió daños menores en el proceso, y los perros le mordieron la oreja derecha y una parte de la cola, pero permanecieron prácticamente intactos. Con la ayuda de la policía, Khudi y Serotetto recuperaron el cuerpo y lo transportaron en helicóptero al Museo Shemanovsky en Salekhard . En agradecimiento por el papel de Khudi, le llamaron, "Lyuba ", una forma diminutiva del nombre Lyubov ' (Любовь, que significa" Amor "), después del primer nombre de la esposa de Khudi.

## Estudio posterior
La cría momificada pesaba 50 kg (110 libras), tenía 85 centímetros (33,5 pulgadas) de alto y medía 130 centímetros (51 pulgadas) desde el tronco hasta la cola, aproximadamente del mismo tamaño que un perro grande. Los estudios de sus dientes indican que nació en primavera después de una gestación similar en duración a la de un elefante moderno.
En el momento del descubrimiento, el ternero estaba notablemente bien conservado; sus ojos y tronco estaban intactos y algo de pelo permanecía en su cuerpo. Los órganos y la piel de Lyuba están en perfectas condiciones. El mamut fue transferido a la Facultad de Medicina de la Universidad de Jikei en Japón para su estudio adicional, incluidas tomografías computarizadas. Se realizaron exploraciones adicionales en el GE Healthcare Institute en Waukesha, Wisconsin y en el Nondestructive Evaluation Laboratory de Ford Motor Company en Livonia, Michigan . Se cree que Lyuba se asfixió al inhalar barro mientras luchaba mientras estaba empantanada en lodo profundo en el lecho de un río que cruzaba su rebaño. Después de la muerte, su cuerpo pudo haber sido colonizado por bacterias productoras de ácido láctico, que la "encurtieron", preservando al mamut en un estado casi prístino. Su piel y órganos están intactos, y los científicos pudieron identificar la leche de su madre en su estómago y la materia fecal en su intestino. Lyuba pudo haber comido la materia fecal para promover el desarrollo del conjunto microbiano intestinal necesario para la digestión de la vegetación. Lyuba parece estar sana en el momento de su muerte. Al examinar los dientes de Lyuba, los investigadores esperan comprender qué causó la extinción de los mamíferos de la Edad de Hielo, incluidos los mamuts.Hace 4500-4000 años. Las tomografías computarizadas tomadas de Lyuba han proporcionado nueva información e indican que el mamut murió cuando inhaló barro y se asfixió.
El hogar permanente de Lyuba es el Museo y Centro de Exposiciones Shemanovskiy en Salekhard , Rusia.
Lyuba fue el tema de un documental de 2009 Waking the Baby Mammoth de National Geographic Channel y de un libro para niños de 2011 de Christopher Sloan , Baby Mammoth Mummy: Frozen in Time: A Prehistoric Animal's Journey into the 21st Century.